# Prosopography of Anglo-Saxon England
Die Prosopography of Anglo-Saxon England (PASE) ist eine Online-Datenbank, die vom Department of History und Centre for Computing in the Humanities (CCH) des King’s College London und dem Department of Anglo-Saxon, Norse and Celtic der University of Cambridge betrieben wird. Das Projekt wird von Janet L. Nelson und Simon Keynes wissenschaftlich betreut. Es wurde von 2000 bis 2004 durch das Arts and Humanities Research Board und von 2005 bis 2008 vom Arts and Humanities Research Council (AHRC) finanziert.
Ziel der Datenbank ist es strukturierte biographische und genealogische Daten aller namentlich erwähnten Personen der frühmittelalterlichen Geschichte Englands darzustellen. Eine erste Phase, die 2005 online ging, umfasste den Zeitraum von 597 bis 1042. In einem zweiten, im Dezember 2009 veröffentlichten Schritt, wurde der Datenbestand um englische, im Domesday Book genannte Grundeigentümer erweitert und auch Quellen aus dem 11. und 12. Jahrhundert wurden erfasst. Im August 2010 wurden durch ein zusätzliches neues Interface verbesserte Abfragemöglichkeiten geschaffen. Am weiteren Ausbau wird gearbeitet. Der Zugriff auf die Datenbank ist kostenfrei und ohne Anmeldung möglich.